# (1379) Lomonosowa
(1379) Lomonosowa est un astéroïde de la ceinture principale, découvert le 19 mars 1936 par Grigori Néouïmine à l'observatoire de Simeïz. Ses désignations temporaires sont 1936 FC et 1933 SG1.
Il est ainsi nommé en l'honneur de Mikhaïl Vassilievitch Lomonossov (1711-1765), encyclopédiste russe.